# Nikša Ranjina
Nikša Andretić Ranjina, född 1494 i Dubrovnik, död där 1582, var en kroatisk författare.
Ranjina är mest känd för den av honom 1507 utgivna poetiska antologin Zbornik Nikše Ranjine, även kallad Dubrovački kanconijer, vilken innehåller 820 lyriska dikter av ragusanska skalder, däribland några folkvisor.